# Chris Travis
Christopher "Chris" Travis (nascido em 2 de dezembro de 1993) é um rapper americano e produtor de Orange Mound, Memphis, Tennessee. Ele começou sua carreira em 2011 como membro do grupo de SpaceGhostPurrp o Raider Klan, o que ele deixou em 2013. Desde então, ele formou sua própria gravadora independente, WaterBoyz Entretenimento e ganhou mais sucesso do hit viral "Crunch Time", que possui mais de 20 milhões de visualizações no youtube.

## Discografia

### Extended plays (EPs)
- Stay Pure (2013)
- After Effects (2014)
- Sea Beds (com Bones) (2014)
- Water Talk (com P2 the Gold Mask) (2014)
- No Trespassing (com Robb Banks) (2015)
- 8LVLS EP (2020)

### Mixtapes
- Underground Series '98 (2011)
- Hell on Earth (2012)
- Pizza and Codeine (2012)
- 275 Greatest Hits Vol. 1 (junto com a Raider Klan) (2012)
- Side Effects (2013)
- BRK Greatest Hits Vol. 2 (junto com a Raider Klan) (2013)
- Hidden in the Mist (2013)
- Born in the Winter (2013)
- Gotham City (2014)
- Never Forget (2014)
- Silence of Me Eternally (2014)
- Go Home (2014)
- Live from the East (2015)
- See You There (2015)
- Art of Destruction (2015)
- The Ruined (2016)
- Shark Boy (2016)
- Forgive Me (2017)
- Waterszn (2017)
- Waterworld (2018)
- Teenage Freak Show (2019)
- Tape of Horror (2019)
- Waterszn 2 (2019)
- Venom (2021)
- 901 FM (2022)
- The 1 & Only (2022)
- WAVS (2023)
- Waterworld 2 (2024)
- Heartbreak Kid (2025)

### Como artista convidado
| Título                  | Ano  | Outros artistas                                               | Album                  |
| ----------------------- | ---- | ------------------------------------------------------------- | ---------------------- |
| "Da Block"              | 2012 | Yung Raw, Xavier Wulf                                         | The Trill OG           |
| "Cali Smoke"            | 2012 | Eddy Baker, Sky Lex                                           | Edibles                |
| "King of Diamonds"      | 2012 | SpaceGhostPurrp, Dough Dough da Don, Yung Simmie, Xavier Wulf | Black Man's Wealth     |
| "275 Be the Whole Team" | 2012 | Nell                                                          | 90s Mentality          |
| "No More"               | 2013 | Yung Simmie                                                   | Basement Musik         |
| "Nobody Understand"     | 2013 | Eddy Baker                                                    | Eduardo Baker          |
| "Money on My Mental"    | 2013 | Gangsta Boo                                                   | It's Game Involved     |
| "Not Really Talkin'"    | 2013 | Dxrty Rxdd                                                    | Rxdd Ranger            |
| "Push a Mothafucka"     | 2013 | Almighty, Xavier Wulf                                         | Still Bumpin'          |
| "Blvck Buddah"          | 2013 | Key Nyata                                                     | The Shadowed Diamond   |
| "Castle Flutes"         | 2013 | Xavier Wulf, Bones                                            | Caves                  |
| "Space Men"             | 2013 | Xavier Wulf                                                   | To Be Continued        |
| "Flex Action"           | 2014 | Smug Mang                                                     | Planet with No Name    |
| "I Dun Came Up"         | 2014 | Eddy Baker                                                    | Bad Guy                |
| "Gualla"                | 2014 | Smug Mang, Mike Jones                                         | Smug God               |
| "Flex'd Out"            | 2014 | Smug Mang, Black Kray                                         | Smug God               |
| "Flex Action"           | 2014 | Smug Mang                                                     | Smug God               |
| "Jungle Palaces"        | 2014 | Dylan Ross                                                    | The Relic              |
| "Slowed Killas"         | 2014 | Smug Mang, Yung Simmie                                        | Xans Got to Me         |
| "All I Think About"     | 2014 | Smug Mang                                                     | Xans Got to Me         |
| "That Purple"           | 2014 | Smug Mang                                                     | Xans Got to Me         |
| "The Statement"         | 2014 | Smug Mang                                                     | Xans Got to Me         |
| "Searching for Service" | 2014 | Bones                                                         | Garbage                |
| "Two Things"            | 2014 | Black Dave                                                    | Stay Black 2           |
| "Red Tide"              | 2014 | Xavier Wulf                                                   | Blood Shore Season Two |
| "Deeper"                | 2014 | Smug Mang                                                     | Smug Mang La Flare     |
| "Flow"                  | 2014 | Smug Mang                                                     | 独り善がりの           |
| "Neoprene"              | 2015 | Bones                                                         | Powder                 |
| "No Regrets"            | 2015 | Kold-Blooded                                                  | Tsukuyomi              |
| "Essence So Charmin'"   | 2015 | Smug Mang                                                     | Lil Gwoupo             |
| "Rumble Room"           | 2015 | Xavier Wulf                                                   | The Local Man          |
| "Pulled Off"            | 2016 | Fat Nick                                                      | When the Lean Runs Out |
| "Water $uicide"         | 2016 | $uicideboy$                                                   | Eternal Grey           |
| "Smoke That Sht"        | 2017 | OmenXIII                                                      | Lifeless               |